# J. R. Ramirez
J. R. Ramirez (* 8. října 1980, Matanzas, Kuba) je kubánský herec, který se proslavil rolemi v seriálech Power, Jessica Jones a Arrow. Od roku 2018 hraje jednu z hlavních rolí v seriálu Manifest.

## Životopis
Ramirez se narodil v Matanzasu na Kubě. Po jeho narození se jeho rodina přestěhovala do Spojených států amerických. Vyrostl v Tampě na Floridě.

## Kariéra
Ramirez hrál jednu z hlavních rolí ve dvou řadách seriálu Power. Následovala vedlejší role Teda Granta / Wildcata v seriálu Arrow. Roli Oscara Arocho si zahrál ve druhé řadě seriálu Jessica Jones. V únoru 2018 byl obsazen do role detektiva Jareda Vasqueze v seriálu stanice NBC Manifest.

## Filmografie
| Rok  | Název                | Role             | Poznámky            |
| ---- | -------------------- | ---------------- | ------------------- |
| 2009 | Tinslestars          | Brandon Young    |                     |
| 2010 | I Will Follow        | Percy            |                     |
| 2012 | The Coalition        | Lonzo Ramirez    |                     |
| 2013 | Life Starts Tomorrow | Marco            | krátkometrážní film |
| 2015 | Svatba pod vlivem    | Cal              |                     |
| 2018 | Sun Dogs             | seržant Kendrick |                     |

| Rok     | Název                | Role                   | Poznámky                           |
| ------- | -------------------- | ---------------------- | ---------------------------------- |
| 2008–10 | House of Payne       | Diego Hernandez        | 10 dílů                            |
| 2010    | Hacienda Heights     | Eddie Jr.              | 11 dílů                            |
| 2010    | 24 hodin             | agent CTU              | 2 dílů                             |
| 2012    | GCB                  | DoDo                   | díl: „Zjevení“                     |
| 2013    | 90210: Nová generace | Billy                  | díl: „Neštěstí nikdy nechodí samo“ |
| 2013    | Doktorka Emily       | Dr. AJ Aquino          | 3 díly                             |
| 2014–17 | Power                | Julio                  | 33 dílů                            |
| 2014–15 | Arrow                | Ted Grant / Wildcat    | 4 díly                             |
| 2016    | Vražedné Miami       | Frank Escajeda         | díl: „Keritan & Kissyface“         |
| 2018    | Jessica Jones        | Oscar Arocho           | 10 dílů                            |
| 2018–22 | Manifest             | detektiv Jared Vasquez | hlavní role                        |